# Il Caffè (Svizzera)
Il Caffè è stato un settimanale svizzero in lingua italiana fondato nel novembre 1994 e pubblicato da 2RMedia (Rezzonico-Ringier) a Locarno. Il primo numero del periodico, allora "quindicinale per il tempo libero", viene pubblicato l'11 novembre 1994 dall'associazione dei ristoratori ticinesi Gastro Ticino e dall'editore Raimondo Rezzonico in circa 6 000 esemplari; quattro anni dopo, con l'ingresso di Ringier, il maggior editore svizzero, il giornale diviene settimanale (pubblicato la domenica quando i quotidiani, in Ticino, non escono) e nel frattempo la tiratura ha raggiunto le 40 000 copie, che diverranno 60 000 nel 2000. Secondo i dati REMP (la società svizzera di ricerca per i mezzi pubblicitari), la tiratura nel 2012 era di 56 545 copie per circa 106 000 lettori. Nel 2013 Il Caffè era il settimanale più letto della Svizzera italiana, davanti a Il Mattino della Domenica.
Interamente a colori e confezionato normalmente in quattro fascicoli (cinque quando vengono inseriti i dossier monotematici), gli articoli pubblicati trattano temi generalisti come cronaca, sport, società e cultura, ma anche giornalismo investigativo, concentrandosi sulle realtà della Svizzera italiana. Il Caffè pubblica anche una panoramica sulle rassegne gastronomiche regionali ticinesi. La versione online è pubblicata dal febbraio 2008.
Tra i suoi collaboratori figurano noti giornalisti italiani come Roberto Alajmo, Benjiamin Albertalli, Ritanna Armeni, Filippo Facci, Loretta Napoleoni, Marino Niola, Gianluigi Nuzzi, Davide Paolini, Fulco Pratesi, Lidia Ravera, Antonio Sciortino, Giuseppe Turani, i sociologi Luciano Gallino e Chiara Saraceno, il meteorologo Luca Mercalli, l'ingegnere e saggista Roberto Vacca, il medico e scrittore Andrea Vitali.